# Terril (Iowa)
Terril es una ciudad ubicada en el condado de Dickinson en el estado estadounidense de Iowa. En el Censo de 2010 tenía una población de 367 habitantes y una densidad poblacional de 259,52 personas por km².

## Geografía
Terril se encuentra ubicada en las coordenadas 43°18′21″N 94°58′8″O / 43.30583, -94.96889. Según la Oficina del Censo de los Estados Unidos, Terril tiene una superficie total de 1.41 km², de la cual 1.41 km² corresponden a tierra firme y (0%) 0 km² es agua.

## Demografía
Según el censo de 2010, había 367 personas residiendo en Terril. La densidad de población era de 259,52 hab./km². De los 367 habitantes, Terril estaba compuesto por el 94.82% blancos, el 0.54% eran afroamericanos, el 0% eran amerindios, el 1.09% eran asiáticos, el 0% eran isleños del Pacífico, el 1.63% eran de otras razas y el 1.91% pertenecían a dos o más razas. Del total de la población el 2.18% eran hispanos o latinos de cualquier raza.